# Historia de la espectroscopia

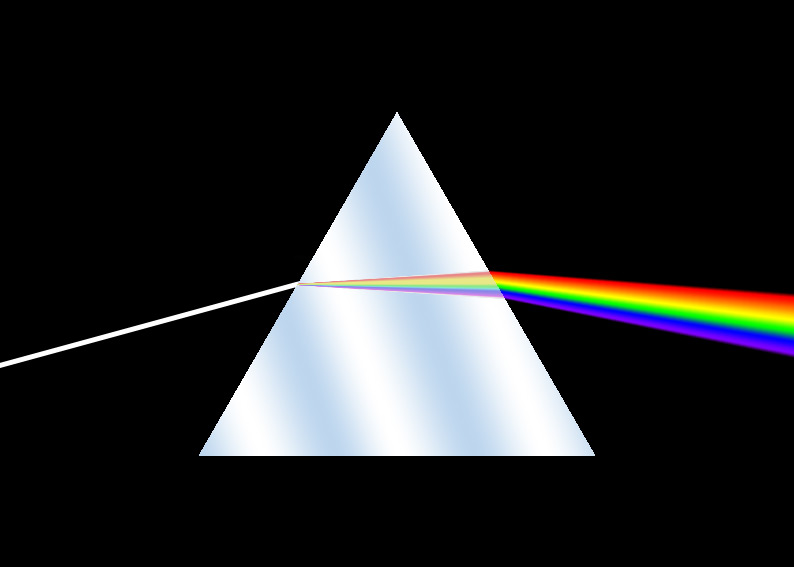
La luz puede ser separada en un espectro mediante un prisma. El espectro resultante puede ser entonces analizado

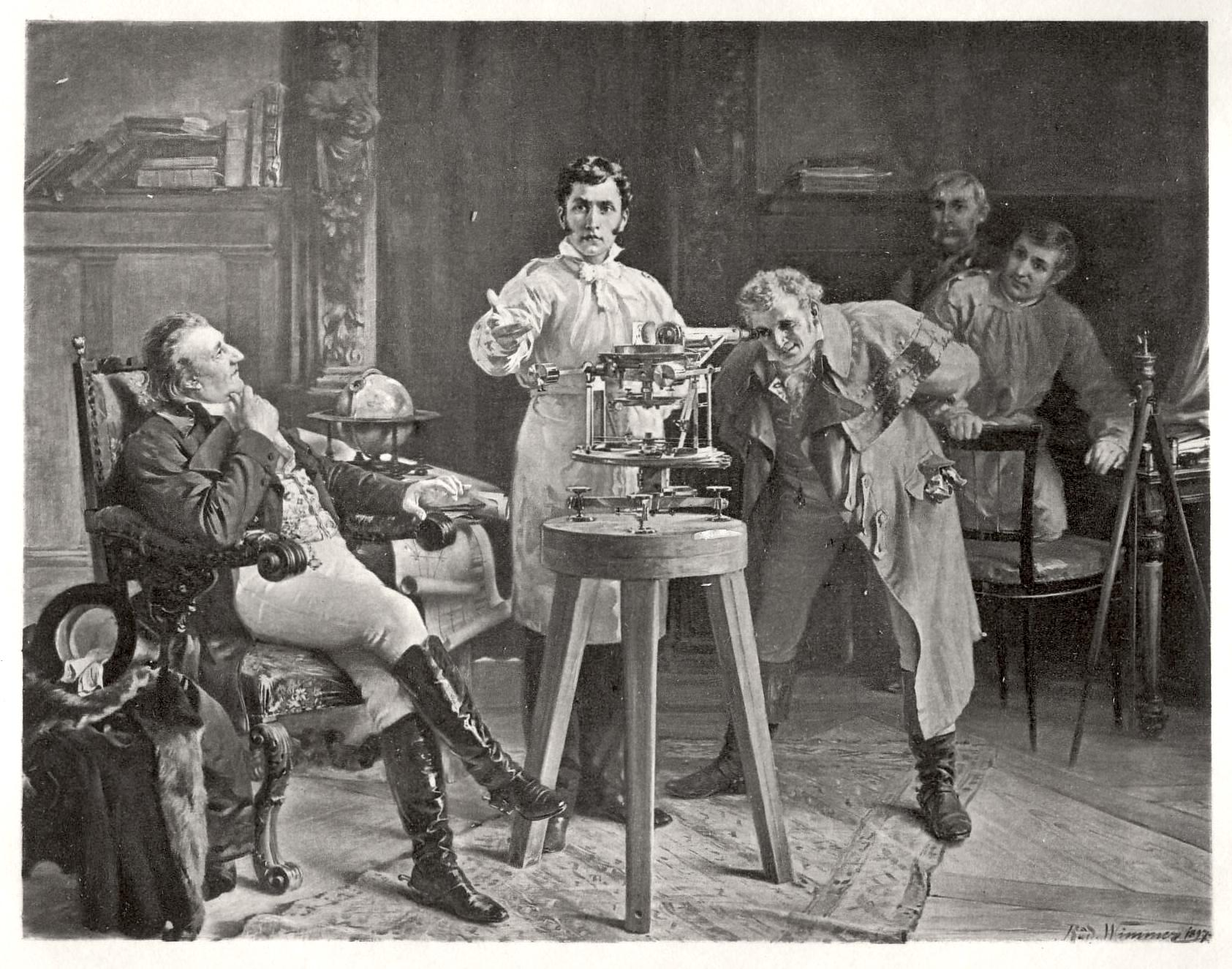
Joseph von Fraunhofer en una demostración del espectroscopio.

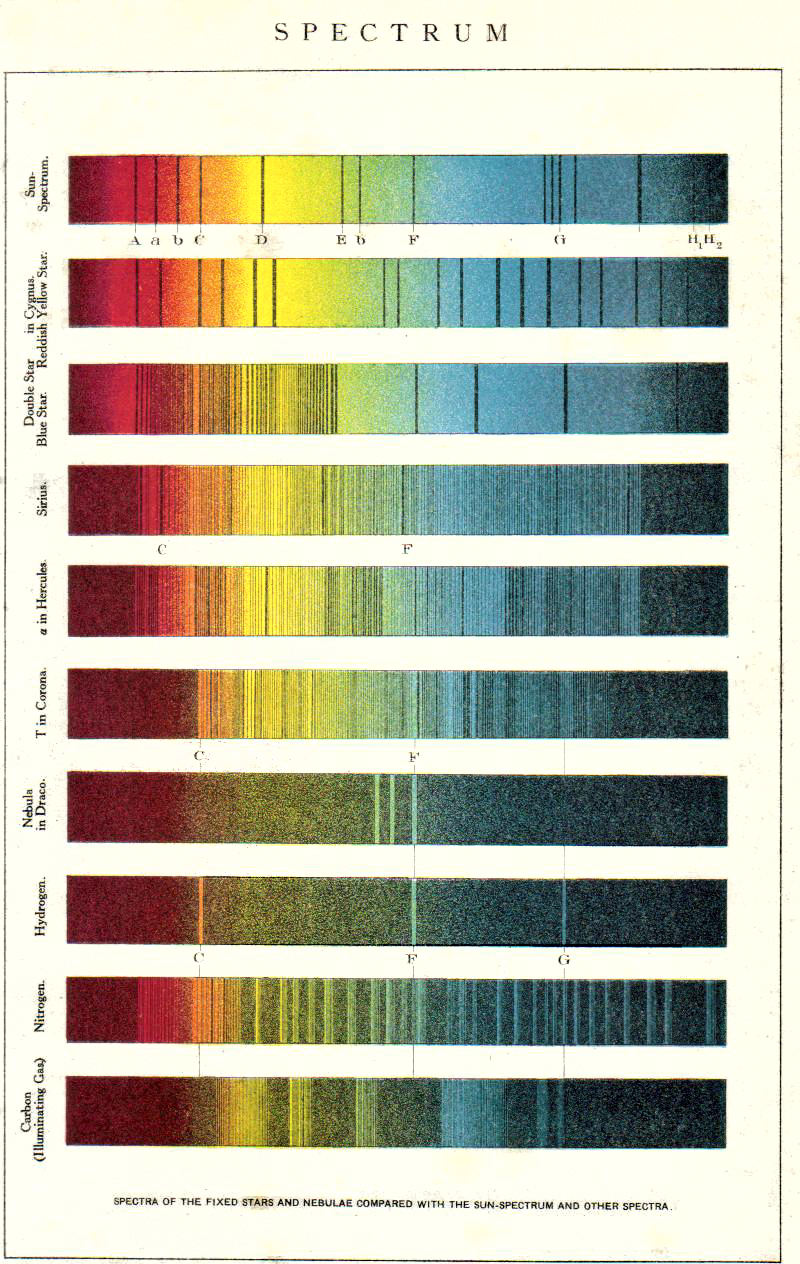
Comparación de principios del de espectros elementales, solares y estelares

La historia de la espectroscopia comenzó con los experimentos de óptica de Isaac Newton (1666-1672). Desde la antigüedad, los filósofos naturales habían especulado sobre la naturaleza de la luz y su comprensión moderna comenzó con el experimento del prisma: «En 1672, en el primer artículo que envió a la Royal Society, Isaac Newton describió un experimento en el que permitió que la luz del sol pasara a través de un pequeño orificio y luego a través de un  prisma, Newton descubrió que la luz del sol, que nos parece blanca, en realidad está formado por una mezcla de todos los colores del arcoíris».  Newton aplicó la palabra «espectro» (spectrum) para describir el arcoíris de colores que se combinan para formar la luz blanca y que se revelan cuando cualquier haz incidente de luz blanca, no necesariamente procedente del Sol, pasa a través de un prisma. Newton tuvo que esforzarse para demostrar que los colores no eran introducidos por el prisma, sino que realmente eran los constituyentes de la luz blanca.
En los siglos XVIII y XIX, el prisma usado para descomponer la luz fue mejorado con rendijas y lentes telescópicas con lo que se consiguió así una herramienta más potente y precisa para examinar la luz procedente de distintas fuentes.  «En 1802, William Hyde Wollaston construyó un espectrómetro mejorado que incluía una lente para enfocar el espectro del Sol sobre una pantalla. Al usarlo, Wollaston se dio cuenta de que los colores no se distribuían uniformemente, sino que faltaban parches de colores, que aparecían como bandas oscuras en el espectro». Joseph von Fraunhofer, astrónomo y físico, utilizó ese espectroscopio dispersivo inicial para descubrir en 1815 que el espectro de la luz solar estaba dividido por una serie de líneas oscuras —hoy líneas de Fraunhofer—, cuyas longitudes de onda calculó con extremo cuidado.
Sin embargo, la luz generada en laboratorio mediante el calentamiento de gases, metales y sales mostraba una serie de líneas estrechas, coloreadas y brillantes sobre un fondo oscuro. La longitud de onda de cada una de esas bandas era característica del elemento que se había calentado y fue cuando surgió la idea de utilizar esos espectros como huella digital de los elementos. A partir de ese momento, se desarrolló una verdadera industria dedicada exclusivamente a la realización de espectros de todos los elementos y compuestos conocidos: la espectroscopia se convirtió en una técnica científica más precisa y cuantitativa que desempeñó, y sigue desempeñando, un papel importante en la química, la física y la astronomía.
También se descubrió que, si se calentaba un elemento lo suficientemente (incandescente), producía una luz blanca continua, con un espectro completo de todos los colores, sin ningún tipo de línea o banda oscura. En poco tiempo se avanzó al hacer pasar esa luz de espectro continuo a través de una fina película a una temperatura menor de un elemento seleccionado. En 1860, el físico Gustav Kirchhoff y el químico Robert Bunsen, tras un laborioso trabajo para obtener muestras puras de los elementos conocidos, ya habían mostrado que las líneas oscuras en el espectro solar correspondían con las líneas brillantes en los espectros de algunos gases conocidos, siendo líneas específicas que correspondían a elementos químicos únicos presentes en la atmósfera del Sol: cada elemento emitía y absorbía luz a ciertas frecuencias fijas que lo caracterizaban. Kirchhoff dedujo que las líneas oscuras en el espectro solar eran causadas por la absorción de elementos químicos en la atmósfera solar.  De esta manera se comprobó que los elementos químicos que se encuentran en el Sol y en las estrellas también se encontraban en la Tierra y fue la prueba de que la materia de los objetos celestes era la misma que la de la Tierra. Este descubrimiento también condujo a un nuevo método de análisis indirecto, que permitía conocer la constitución química de las estrellas lejanas y clasificarlas.
Kirchhoff y Bunsen estudiaron el espectro del Sol en 1861, identificando los elementos químicos de la atmósfera solar y descubriendo dos nuevos elementos en el transcurso de sus investigaciones, el cesio y el rubidio. Norman Lockyer también estudió los espectros solares y estelares y en 1868 detectó líneas radiantes y oscuras en los espectros solares. Trabajando con el químico Edward Frankland para investigar los espectros de los elementos a varias temperaturas y presiones, no pudo asociar una línea amarilla del espectro solar con ningún elemento conocido, afirmando que la línea representaba un nuevo elemento, que llamó helio, en honor al griego Helios, la personificación del sol. En 1895 se descubrió el helio terrestre.

## Orígenes y desarrollo experimental
Los romanos ya conocían la capacidad de un prisma para generar un arco iris de colores.
Ya en el siglo XIV, el erudito Thierry de Freiberg (1311) describió la Dispersión refractiva de la luz por medio de una dioptrio grueso (en este caso, urinales) e intentó explicar sobre esta base el fenómeno del arco iris. Con el éxito de La Magie naturelle (1558) de della Porta,  los dioptrios de vidrio se convirtieron en curiosidades que estaban disponibles en las ferias. Así, en 1672, Newton escribió a uno de sus corresponsales:

Para mantener mi promesa más reciente, les haré saber, sin más ceremonia, que a principios de 1666, obtuve un prisma de vidrio triangular para experimentar el famoso fenómeno de los colores [...] Fue agradable contemplar los colores brillantes e intensos así producidos.
Afin de tenir ma plus récente promesse, je vous ferai savoir, sans plus de cérémonie, qu'au commencement de 1666, je me procurai un prisme de verre triangulaire pour faire l'expérience du célèbre phénomène des couleurs [...] Il me fut agréable de contempler les couleurs vives et intenses ainsi produites.
.

Newton es tradicionalmente considerado como el fundador de la espectroscopia, aunque no fue el primer científico que estudió e informó sobre el espectro solar y hay trabajos de Atanasio Kircher (1646), Johannes Marcus Marci (1648), Robert Boyle (1664), y Francesco Maria Grimaldi (1665). Newton sí fue quien primero estudió este fenómeno sistemáticamente (1666-1672), y en su tratado Opticks  publicó sus resultados sobre la dispersión de la luz. Primero señaló cómo la luz blanca se podía descomponer en componentes monocromáticos con un prisma; luego demostró que no era el prisma el que emitía o producía los colores, sino que este dioptrio solo separaba los constituyentes de la luz blanca;  a su vez estos componentes podían ser recombinados para generar luz blanca.
Aunque la teoría corpuscular de la luz formulada por Descartes y Newton fue sustituida gradualmente por la teoría ondulatorio de Huygens y Fresnel, sin embargo, fue necesario esperar al siglo XIX para que la medición cuantitativa de las líneas de luz se beneficiara de un protocolo universalmente reconocido y adoptado. Como será el caso durante mucho tiempo de sus continuadores, Newton usó como fuentes de luz blanca a veces la llama de una bujía, a veces la luz del Sol o de las estrellas. Los nuevos experimentos realizados con prismas proporcionaron las primeras pistas de que los espectros eran característicos de los constituyentes químicos: al quemar diferentes sales en soluciones en alcohol, los estudiosos constataron que la luz de la llama, una vez descompuesta por el prisma, daba sucesiones de colores diferentes. Estas observaciones aún eran cualitativas y las líneas se describían con los nombres de los colores, no con números.

### Inicios delsigloXIX(1800-1829)
En 1802, William Hyde Wollaston construyó un espectrómetro, mejorando el modelo de Newton, que incluía una lente para enfocar el espectro del Sol sobre una pantalla.  Al usarlo, Wollaston se dio cuenta de que los colores no se distribuían uniformemente, sino que faltaban parches de colores, que aparecían como bandas oscuras en el espectro del sol. En ese momento, Wollaston creía que estas líneas eran límites naturales entre los colores, pero esta hipótesis se descartó posteriormente en 1815 por el trabajo de Fraunhofer.

Espectro solar con líneas de Fraunhofer en el espectro visible.

El óptico bávaro Joseph von Fraunhofer dio un significativo salto adelante experimental al reemplazar el prisma por una rejilla de refracción como instrumento de dispersión de las longitudes de onda. Fraunhofer partió de las teorías de la interferencia de la luz desarrolladas por Thomas Young, François Arago y Augustin Fresnel. Hizo sus propios experimentos para estudiar el efecto de la difracción al  pasar la luz a través de una única ranura rectangular, luego mediante dos ranuras, y así sucesivamente hasta desarrollar un diafragma perforado con miles de ranuras equidistantes pero muy espaciadas; así formó la primera rejilla de difracción. Así, no solo las interferencias producidas por una red de difracción mejoraban mucho la resolución espectral con respecto al prisma, sino que también permitían medir las diferentes longitudes de onda de la luz resuelta. La escala absoluta de longitudes de onda establecida por Fraunhofer abrió el camino para la comparación de los espectros obtenidos por los principales laboratorios de Europa, independientemente de la fuente de luz (llamas, Sol) y de los instrumentos. Fraunhofer realizó y publicó observaciones sistemáticas del espectro solar, y de las líneas oscuras que notó (1814) y cuyas longitudes de onda calculó y que todavía hoy se conocen como líneas de Fraunhofer.
A lo largo de la década de 1800, un numeroso grupo de estudiosos impulsó las técnicas y la comprensión de la espectroscopia.
En la década de 1820, los astrónomos John Herschel y William Fox Talbot emprendieron la observación espectroscópica sistemática de las diferentes sales químicas conocidas mediante el análisis del color de sus llamas, la espectroscopia de llama.

### Mediados delsigloXIX(1830-1869)
En 1835, Charles Wheatstone informó que podían reconocerse fácilmente las sales de diferentes metales gracias a las rayas claras del espectro de emisión de sus chispas generadas eléctricamente, una técnica alternativa al ensayo a la llama de los químicos. En 1849, Léon Foucault demostró experimentalmente que las secuencias de las líneas de absorción y de emisión del mismo color (de la misma longitud de onda) provenían del mismo cuerpo químico, siendo las otras diferencias debidas a la diferencia de temperatura de la fuente de luz.
En 1853, el físico sueco Anders Jonas Ångström (que conocía los resultados experimentales de Foucault) presentó sus observaciones y su teoría sobre los espectros de los gases a la Real Academia de Ciencias de Suecia en su trabajo: Optiska Undersökningar, postulando que los gases llevados a la incandescencia emitían rayos luminosos de la misma longitud de onda que aquellas que podían absorber: no conocía, como se ve, los resultados de los experimentos anteriores de Foucault. En la misma época, George Stokes y William Thomson (lord Kelvin) esbozaban hipótesis similares. Ångström también midió el espectro de emisión visible del hidrógeno, que posteriormente será denominado como líneas de Balmer.
En 1854 y 1855, David Alter publicó sus observaciones sobre el espectro de metales y de gases, incluyendo una observación independiente de las líneas de Balmer del hidrógeno.

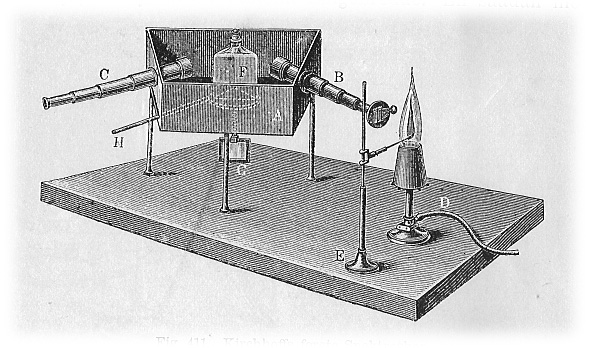
Espectroscopio de Kirchhoff y Bunsen

En la década de 1860 se abordó la compilación de un catálogo sistemático de los espectros de las diferentes especies químicas,  con la investigación del físico alemán  Gustav Kirchhoff  y del químico Robert Bunsen. Bunsen y Kirchhoff aplicaron las técnicas ópticas de Fraunhofer —mientras Bunsen por su parte mejoraba la calidad de la fuente de llama— y desarrollaron un protocolo experimental riguroso para estudiar en detalle los espectros de los compuestos químicos. Estos dos científicos confirmaron el vínculo único entre los  elementos químicos y su espectro característico. En el proceso, fundamentaron la técnica de espectroscopia analítica. En 1860, publicaron sus investigaciones sobre los espectros de ocho elementos y reconocieron la presencia de estos mismos elementos en diferentes productos químicos, demostrando que la espectroscopia podría usarse para detectar los componentes químicos conocidos y reconocer los elementos químicos aún desconocidos. Kirchhoff y Bunsen también establecieron definitivamente el vínculo entre las líneas de absorción y las líneas de emisión, lo que les permitió atribuir la presencia de ciertas líneas de absorción del espectro solar a elementos químicos particulares. Kirchhoff realizó una investigación fundamental sobre la naturaleza de los espectros de absorción y de emisión, lo que lo llevó a enunciar la que ahora se llama la ley de Kirchhoff de la radiación térmica. La aplicación de esta ley a la espectroscopia realizada por Kirchhoff queda reflejada en las tres leyes de la espectroscopia:
- un objeto caliente (sólido, líquido o gas) incandescente produce un espectro continuo;
- un gas produce un espectro de líneas de diferentes longitudes de onda (por lo tanto, no continuas), dependiendo del nivel de energía de los átomos del gas (ver artículo espectro de emisión);
- un objeto caliente rodeado de un gas frío o bien un gas frío solo produce un espectro casi continuo, y presenta lagunas puntuales en ciertas longitudes de onda bien separadas, brechas que corresponden a los niveles de energía de los átomos que componen el gas.

Angelo Secchi, director del observatorio del Collegio Romano, se comprometió en el camino emprendido por Kirchhoff, registrando las estrellas según su espectro luminoso. Estaba convencido de que las estrellas se repartían según una gradación lógica a gran escala. Con la ayuda de un espectrógrafo, Secchi clasificó las estrellas en cuatro categorías: tipos I, II, III y IV (clase espectral). Esta división espectral adquirió gran importancia cuando se supo que correspondía a la temperatura de la superficie de las estrellas. Gracias al análisis espectral, Secchi había compilado el principal catálogo espectral de la historia de la astronomía: su trabajo será retomado treinta años después por Edward Charles Pickering (con la ayuda de Williamina Fleming, Antonia Maury y Annie Jump Cannon).
En la década de 1860, William Huggins y su mujer Margaret utilizaron la espectroscopia para probar que las estrellas estaban compuestas por los mismos elementos químicos que se encuentran en la Tierra. También utilizaron la ecuación no-relativista del efecto Doppler clásico (corrimiento al rojo) en el espectro de la estrella Sirio en 1868 para determinar su velocidad de rotación propia. Fueron los primeros en descomponer el espectro de una nebulosa planetaria, analizando la Nebulosa Ojo de Gato (NGC 6543). Utilizando las técnicas espectrales, fueron capaces de distinguir las nebulosas de las galaxias.
August Beer observó una relación entre la absorción de luz y la concentración y creó el comparador de color que luego fue reemplazado por un dispositivo más preciso llamado espectrofotómetro.

### Finales delsigloXIX(1870-1899)
Entretanto, el resumen sustancial de experiencias anteriores efectuado por Maxwell (1873), desembocó en sus ecuaciones de las ondas electromagnéticas.
A finales del siglo XIX, nuevos desarrollos como el descubrimiento de la fotografía, la invención de Rowland de la rejilla de difracción cóncava y los trabajos de  Schumann sobre el descubrimiento del ultravioleta de vacío (VUV) (fluorita para prismas y lentes, placas fotográficas bajas en gelatina y absorción de UV en el aire por debajo de 185 nm) hicieron avanzar muy rápido a longitudes de onda más cortas. Al mismo tiempo, Dewar observó series en espectros alcalinos y Hartley encontró diferencias constantes en el número de onda.
Johann Balmer descubrió en 1885 que las cuatro líneas  en el espectro visible del hidrógeno formaban parte de una serie que podía expresarse en términos de números enteros. Esto fue seguido unos años más tarde por Rydberg que derivó una fórmula —fórmula de Rydberg (noviembre de 1888)—, que describía números de onda de series adicionales de líneas.
En 1895, el físico alemán Wilhelm Conrad Röntgen  descubrió y estudió exhaustivamente los rayos X, que luego se utilizaron en la espectroscopia de rayos X. Un año más tarde, en 1896, el físico francés Antoine Henri Becquerel descubrió la radiactividad, y el físico neerlandés Pieter Zeeman observó líneas espectrales divididas por un campo magnético.
En 1897, el físico teórico  Joseph Larmor  explicó la división de las líneas espectrales en un campo magnético por la oscilación de los electrones y creó el primer modelo del sistema solar del átomo. También postuló el protón, llamándolo «electrón positivo». Dijo que la destrucción de este tipo de átomo que forma la materia «es un hecho de una probabilidad infinitamente pequeña».

### Principios delsigloXX(1900-1950)
La primera década del siglo XX trajo los fundamentos de la teoría cuántica (Planck, Einstein) y la interpretación de las series espectrales del hidrógeno por Lyman en VUV y por Paschen en infrarrojo. Ritz formuló el principio de combinación Rydberg–Ritz.
John William Nicholson había creado un modelo atómico en 1912, un año antes que Niels Bohr, que era tanto nuclear como cuántico en el que mostraba que las oscilaciones de electrones en su átomo coincidían con las líneas espectrales solares y nebulosas. Bohr había estado trabajando en su átomo durante ese período, pero el modelo de Bohr tenía un solo estado fundamental y ningún espectro hasta que incorporó el modelo de Nicholson y se refirió a los artículos de Nicholson en su modelo del átomo.
En 1913 Bohr formuló su modelo mecánico cuántico del átomo. Esto estimuló el análisis de términos empíricos.: 83  Bohr publicó una teoría de los átomos similares al hidrógeno que podría explicar las longitudes de onda observadas de las líneas espectrales debido a la transición de electrones desde diferentes estados de energía. En 1937, «E. Lehrer creó el primer espectrómetro completamente automatizado» para ayudar a medir con mayor precisión las líneas espectrales. Con el desarrollo de instrumentos más avanzados, como los fotodetectores, los científicos pudieron medir con mayor precisión la absorción de longitudes de onda específicas de las sustancias.

## Espectroscopia de rayos X
A partir del descubrimiento de los rayos X en 1895, se desarrollaron rápidamente numerosas aplicaciones, incluyendo la espectroscopia de rayos X, con la que William Henry Bragg y su hijo Lawrence iniciaron las técnicas de análisis de redes cristalinas, que en una primera etapa a partir de 1910 permitieron determinar la estructura atómica de diversos minerales, y que posteriormente fueron una de las claves del descubrimiento en 1953 de la configuración en doble hélice de la molécula de ADN por James Watson y Francis Crick a través de los datos de difracción de rayos X proporcionados por Rosalind Franklin.

## Desarrollo de la mecánica cuántica
A comienzos del siglo XX, la investigación en espectroscopia contribuyó significativamente al desarrollo de la mecánica cuántica, disciplina que proporcionó una explicación del marco teórico necesario para comprender las observaciones espectroscópicas.
En los sistemas mecanocuánticos, la resonancia análoga es un acoplamiento de dos estados estacionarios mecanocuánticos de un sistema, como un átomo, via una fuente de energía oscilatoria como un fotón. El acoplamiento de los dos estados es más fuerte cuando la energía de la fuente coincide con la diferencia de energía entre los dos estados. La energía E de un fotón está relacionada con su frecuencia ν  por E = hν donde h  es la constante de Planck, y así,  un espectro de la respuesta del sistema frente a la frecuencia del fotón alcanzará su punto máximo en la frecuencia o energía resonante. Las partículas como los electrones y los neutrones tienen una relación comparable, las relaciones de De Broglie, entre su energía cinética y su longitud de onda y frecuencia y, por lo tanto, también pueden provocar interacciones resonantes. 
Los espectros de átomos y moléculas a menudo consisten en una serie de líneas espectrales, cada una de las cuales representa una resonancia entre dos estados cuánticos diferentes. La explicación de estas series y de los patrones espectrales asociados con ellas fueron uno de los enigmas experimentales que impulsaron el desarrollo y la aceptación de la mecánica cuántica. En particular, la serie espectral del hidrógeno fue explicada con éxito por primera vez por el modelo cuántico de Rutherford-Bohr del átomo de hidrógeno. En algunos casos, las líneas espectrales están bien separadas y son distinguibles, pero las líneas espectrales también pueden superponerse y parecer una única transición si la densidad de los estados de energía es lo suficientemente alta. Las series de líneas nombradas incluyen las series principal, nítida (sharp), difusa (diffuse) y fundamental. 

## Espectroscopia infrarroja y raman
Muchos de los primeros científicos que estudiaron los espectros de IR de los compuestos tuvieron que desarrollar y construir sus propios instrumentos para poder registrar sus mediciones, lo que hacía que fuese muy difícil obtener mediciones precisas. Durante la Segunda Guerra Mundial, el gobierno de los EE. UU. contrató a diferentes compañías para desarrollar un método para la polimerización del butadieno para crear caucho, pero esto solo podría hacerse mediante el análisis de los isómeros de hidrocarburos de carbono. Estas empresas contratadas comenzaron a desarrollar instrumentos ópticos y, finalmente, crearon los primeros espectrómetros de infrarrojos. Con el desarrollo de estos espectrómetros comerciales, la espectroscopia infrarroja se convirtió en un método más popular para determinar la "huella digital" de cualquier molécula. La espectroscopia Raman se observó por primera vez en 1928 por sir Chandrasekhara Venkata Raman en sustancias líquidas y también por «Grigory Landsberg y Leonid Mandelstam en cristales». La espectroscopia Raman se basa en la observación del efecto raman que se define como «La intensidad de la luz dispersada depende de la cantidad del cambio de potencial de polarización». El espectro raman registra la intensidad de la luz en función de la frecuencia de la luz (número de onda) y el cambio del número de onda es característico de cada compuesto individual.

## Espectroscopia láser
La espectroscopia láser es una técnica espectroscópica que utiliza láseres para poder determinar las frecuencias de materia emitidas.  El láser fue inventado porque los espectroscopistas tomaron el concepto de su predecesor, el maser, y lo aplicaron a los rangos de luz visible e infrarroja. Charles Townes  y otros espectroscopistas inventaron el maser para estimular la materia y determinar las frecuencias radiativas que emitían los átomos y las moléculas específicas. Mientras trabajaba en el maser, Townes se dio cuenta de que era posible realizar detecciones más precisas a medida que aumentaba la frecuencia de las microondas emitidas. Esto llevó a una idea, unos años más tarde, para utilizar los rangos de luz visible y finalmente infrarrojos para la espectroscopia que se convirtió en realidad con la ayuda de Arthur Schawlow. Desde entonces, los láseres han avanzado significativamente a la espectroscopia experimental. . La luz láser permitió experimentos de precisión mucho más altos específicamente en el uso del estudio de los efectos colisionales de la luz, además de poder detectar con precisión longitudes de onda y frecuencias de luz específicas, permitiendo la invención de dispositivos como los relojes atómicos láser. Los láseres también hicieron que la espectroscopía utilizara métodos de tiempo más precisos al usar velocidades o tiempos de decaimiento de fotones a longitudes de onda y frecuencias específicas para conservar el tiempo. Se han usado técnicas de espectroscopía láser para muchas aplicaciones diferentes. Un ejemplo es el uso de la espectroscopia láser para detectar compuestos en materiales. Un método específico se llama Espectroscopia de fluorescencia inducida por láser y utiliza métodos espectroscópicos para poder detectar qué materiales se encuentran in situ.  en un sólido, líquido o gas. Esto permite realizar pruebas directas de los materiales, en lugar de tener que llevar el material a un laboratorio para averiguar de qué está compuesto el sólido, el líquido o el gas.